# Kallbadhus

Flottans badhus, målning av Eugène Jansson från 1907 med motiv från Militärbadhuset på Skeppsholmen i Stockholm.

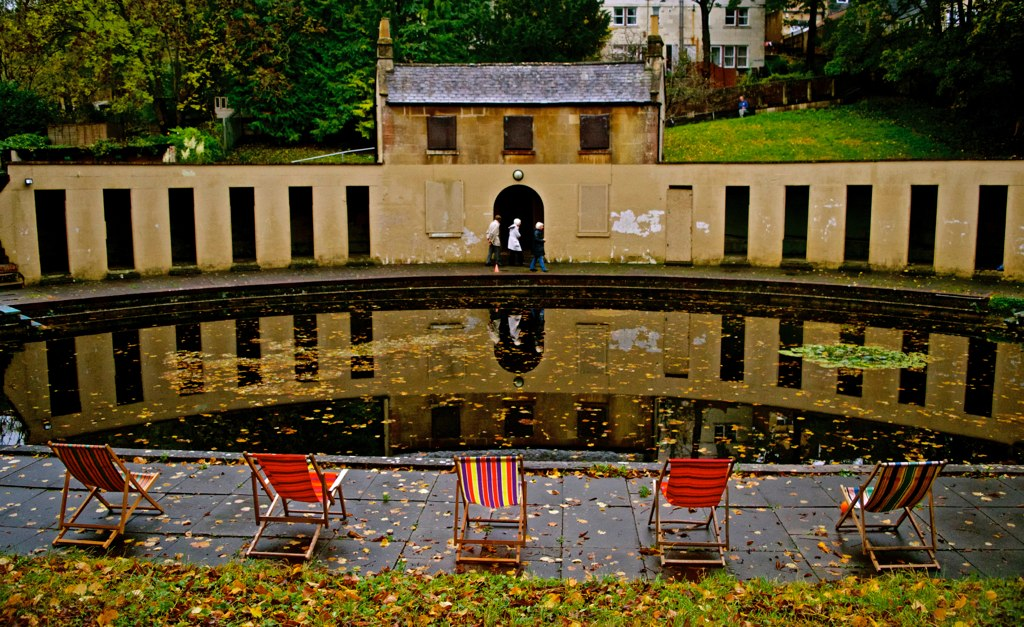
Cleveland Pools i Bath från 1815.

Kallbadhus är en badinrättning med en byggnadskonstruktion, som ska möjliggöra bad i vatten som inte är konstlat uppvärmt, bekvämt och skyddat. Kallbadhuset kan vara kombinerat med rum under tak för varma sötvatten- eller saltvattenbad och annan verksamhet. Ett kallbadhus är en mer eller mindre enkel byggnad, oftast vid en havsstrand eller sjöstrand, alternativt strandnära i själva vattnet. 
Bad i romerska riket inkluderade ett frigidarium, som var ett rum med en kallvattenbassäng. I romerska bad var kallbad ett enskilt bad i en serie bad, som först innefattade varma bad i det heta caldarium och därefter det ljumma tepidarium. Det hade bland annat syftet att stänga porerna, som öppnats i det varma vattnet.
Kallbadhus började i modern tid byggas på 1800-talet. Den äldsta offentliga bevarade utomhusbadinrättningen i Storbritannien finns på torra land i Hampton Row i utkanten av Bath i Somerset, Cleveland Pools från 1815. Det är en swimmingpool, som ritades av John Pinch och som har ett hus i en båge i en tredjedels ring runt den halvcirkelformiga poolkanten. Den är ett byggnadsminne. 

## Historik i Sverige
I Sverige byggdes nästan lika tidigt som i England Gjörckeska badinrättningen på Riddarholmen i Stockholm, som öppnade 1827 och revs 1882, då det låg i vägen för bygget av Norstedts kontorshus.
Det första svenska kallbadhuset i en badort torde vara en flytande anläggning i kurorten Gustafsberg, som tillkom på 1820-talet. 
Tidigt under 1800-talet öppnades flera kallbadhus, utöver dem i Stockholm och Gustafsberg, oftast i saltvatten, till exempel Warbergs hafsbad 1866 och det i Malmö 1867, från 1868 flyttat till i Ribersborg. Mot slutet av 1800-talet kom kallbadhus i ropet och var då ofta ett verktyg för hälsovård, som en förlängning av de olika slags invärtes och utvärtes vattenkurer som sedan andra hälften av 1600-talet bedrivits på kurorter, vilka var belägna vid hälsokällor.
Omkring 1877 bildades Landskrona Badhus AB, som lät uppföra stadens förmodligen första kallbadhus vid hamninloppet. Andra kallbadhus på kustorter var Lysekils badinrättning, Bjärreds saltsjöbad från omkring 1900 och Borgholms kallbadhus. 
Gjörckeska badinrättningen i Stockholm ersattes av en annan i närheten, också i Riddarfjärdens sötvatten, nämligen Strömbadet, ritat 1882 av arkitekt Axel Kumlien. Strömbadet revs 1936. Sjövattnet var då nedsmutsat, samtidigt som intresset för friluftsbad i slutna badinrättningar minskat. Både kurorts- och kallbadortskulturerna hade í stort sett dött ut vid tiden för andra världskriget och ersattes med bredare och längre semestrar av fritidsstugor, rörligt fritidsliv och fribad på offentliga badstränder och på annat håll i det fria.
Under 2000-talet har vissa gamla kallbadhus renoverats eller återskapats, till exempel Bjärreds saltsjöbad och Strömstads kallbadhus och ett fåtal nykonstruktioner tillkommit eller diskuterats, till exempel ett kallbadhus i Karlshamn och ett par föreslagna projekt i Riddarfjärden i Stockholm.
I några kallbadhus har badtraditionen levt vidare kontinuerligt, eller i stort sett kontinuerligt, sedan sekelskiftet 1800/1900, till exempel  Ribersborgs kallbadhus, Varbergs kallbadhus, Saltsjöbadens kallbadhus, Borgholms kallbadhus och Lysekils badinrättning. I Varberg står idag ett kallbadhus, som är det tredje i ordningen och byggdes 1903. Beträffande Ribersborg stod det första kallbadhuset först vid Skeppsbron och kom efter rivning och återuppbyggnad på plats i Ribersborg 1898. Det renoverades och byggdes om 1902.

## Bildgalleri

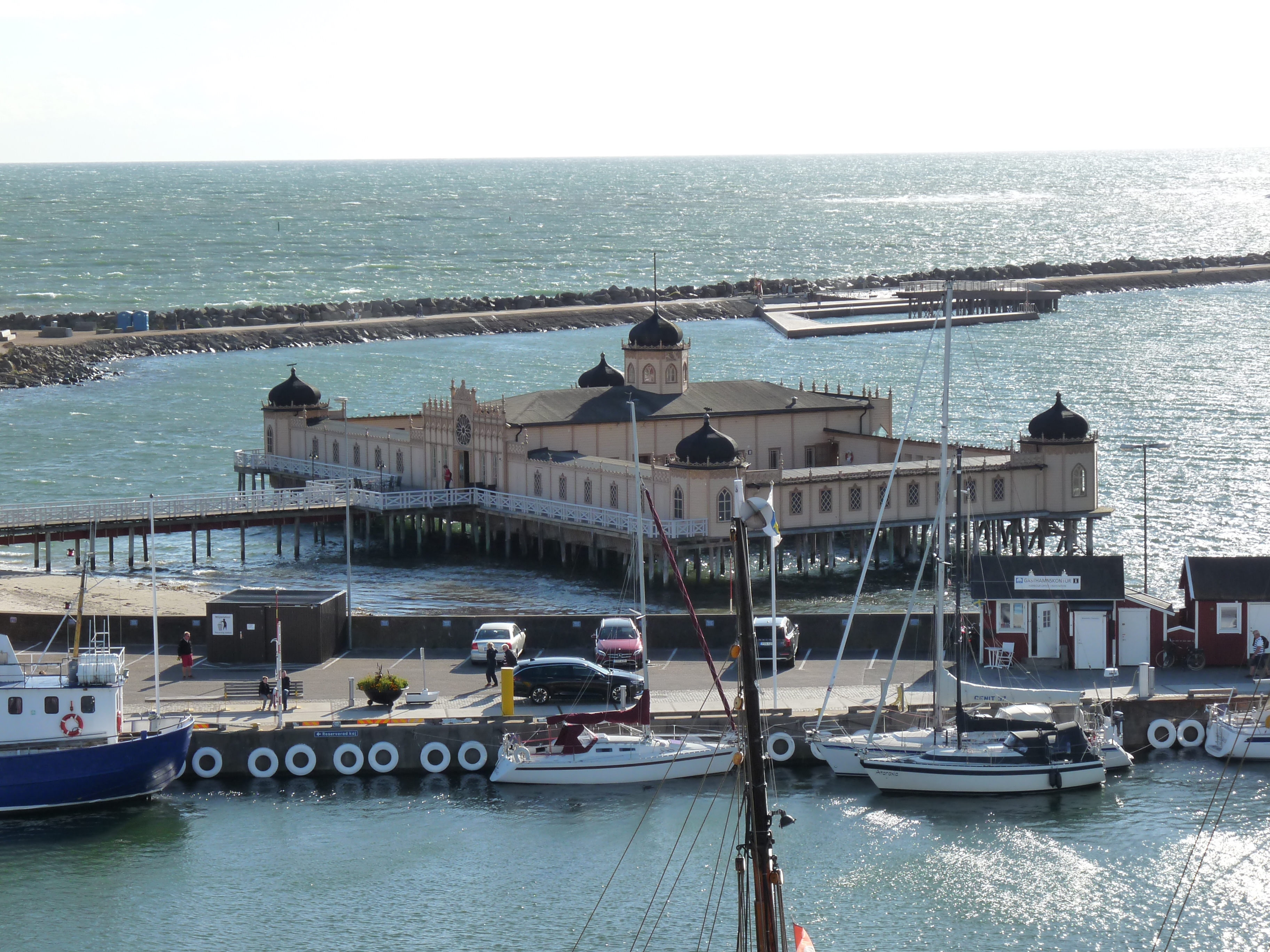
Varbergs kallbadhus
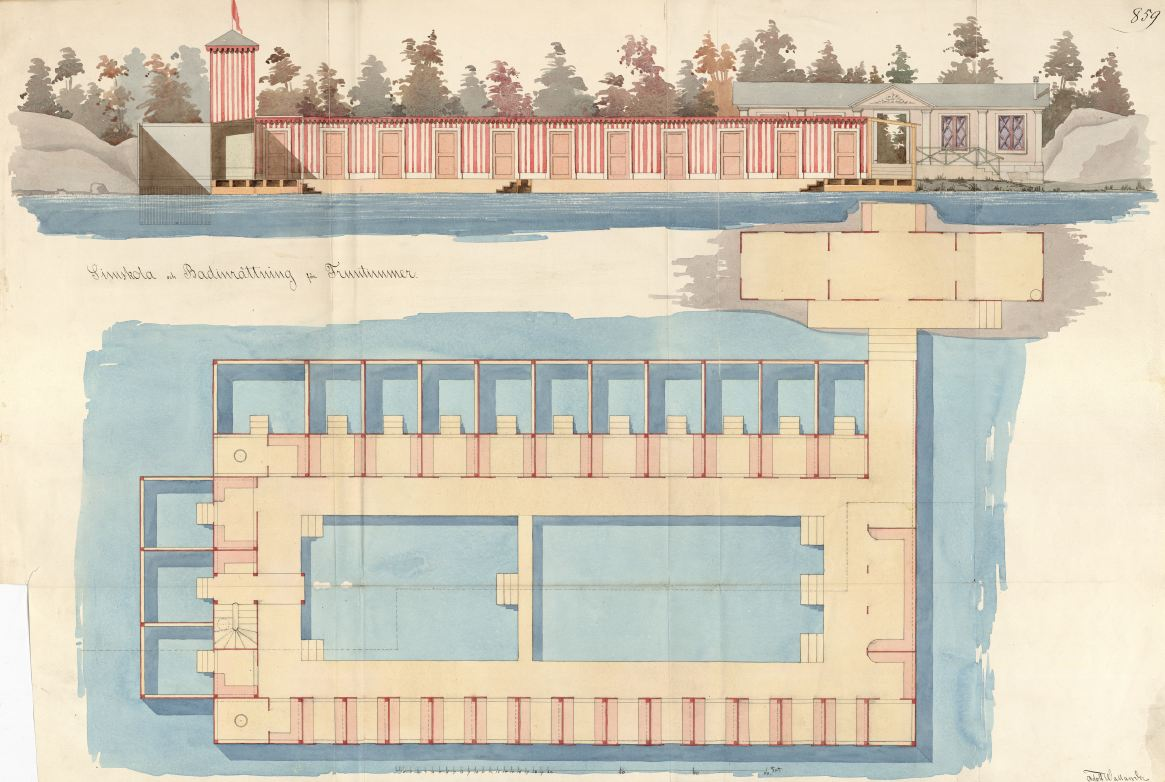
Ritning till "badinrättning för fruntimmer" av Adolf Wallander 1859
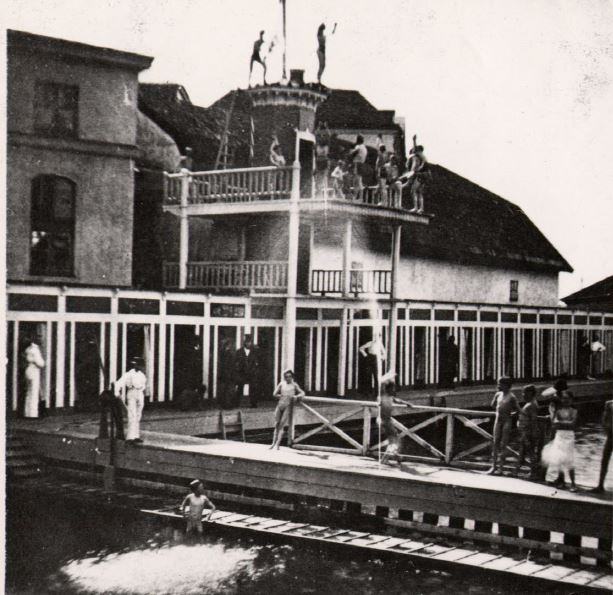
Gjörckeska badinrättningen i Stockholm, omkring 1870
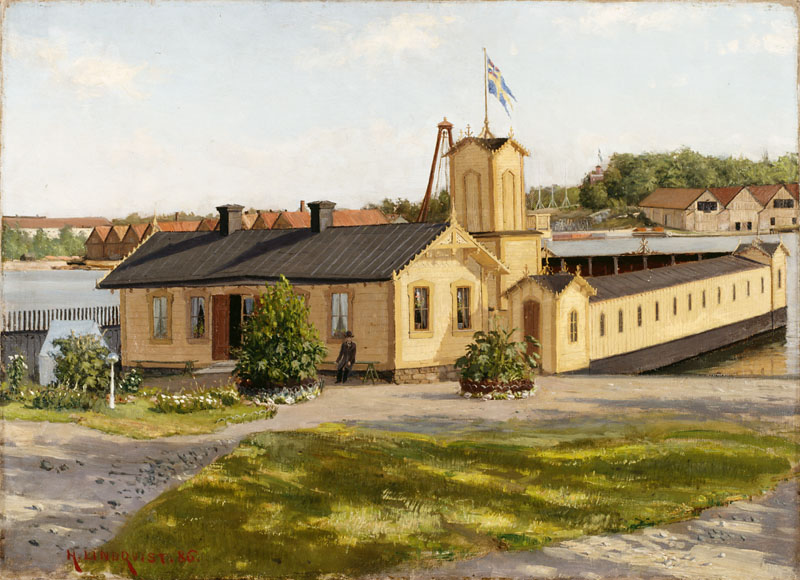
Flottans badhus på Skeppsholmen i Stockholm, 1886
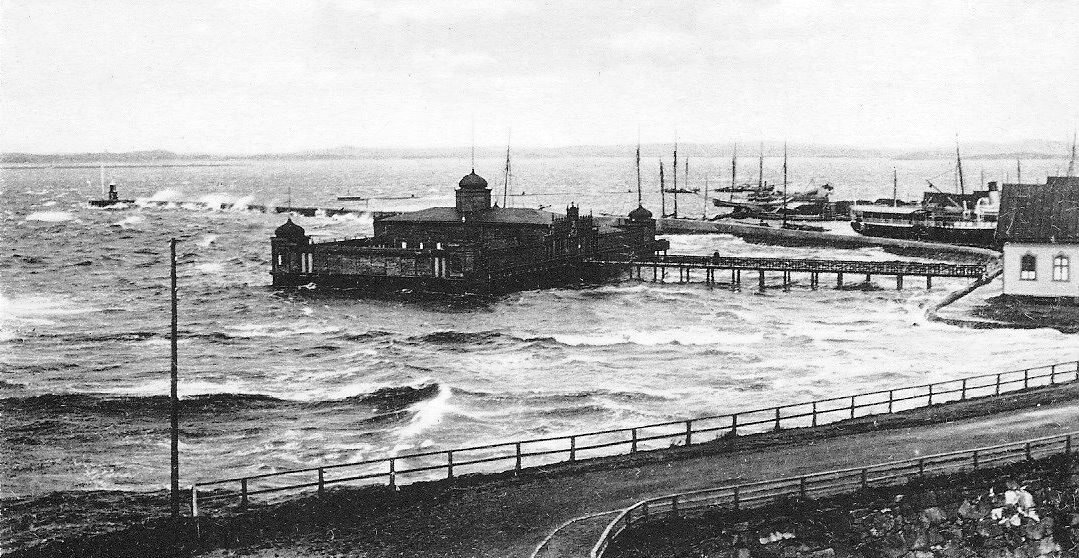
Warbergs hafsbad, tidigt 1900-tal
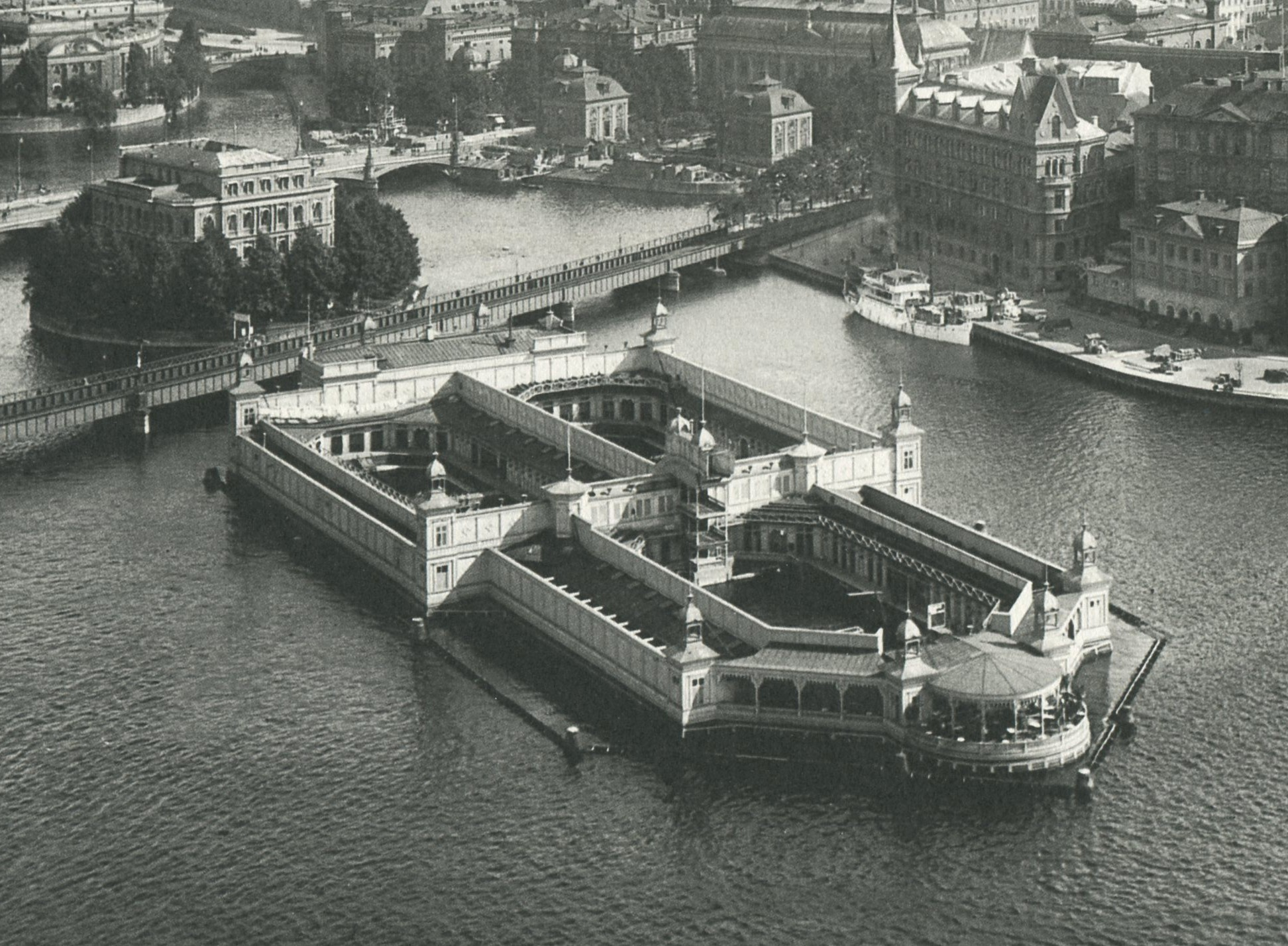
Strömbadet i Stockholm, 1925
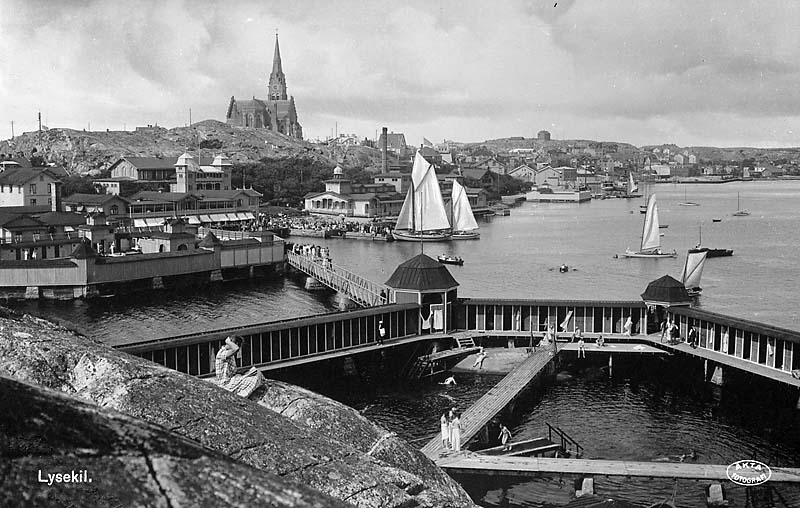
Lysekils kallbadhus, mellan 1920 och 1939
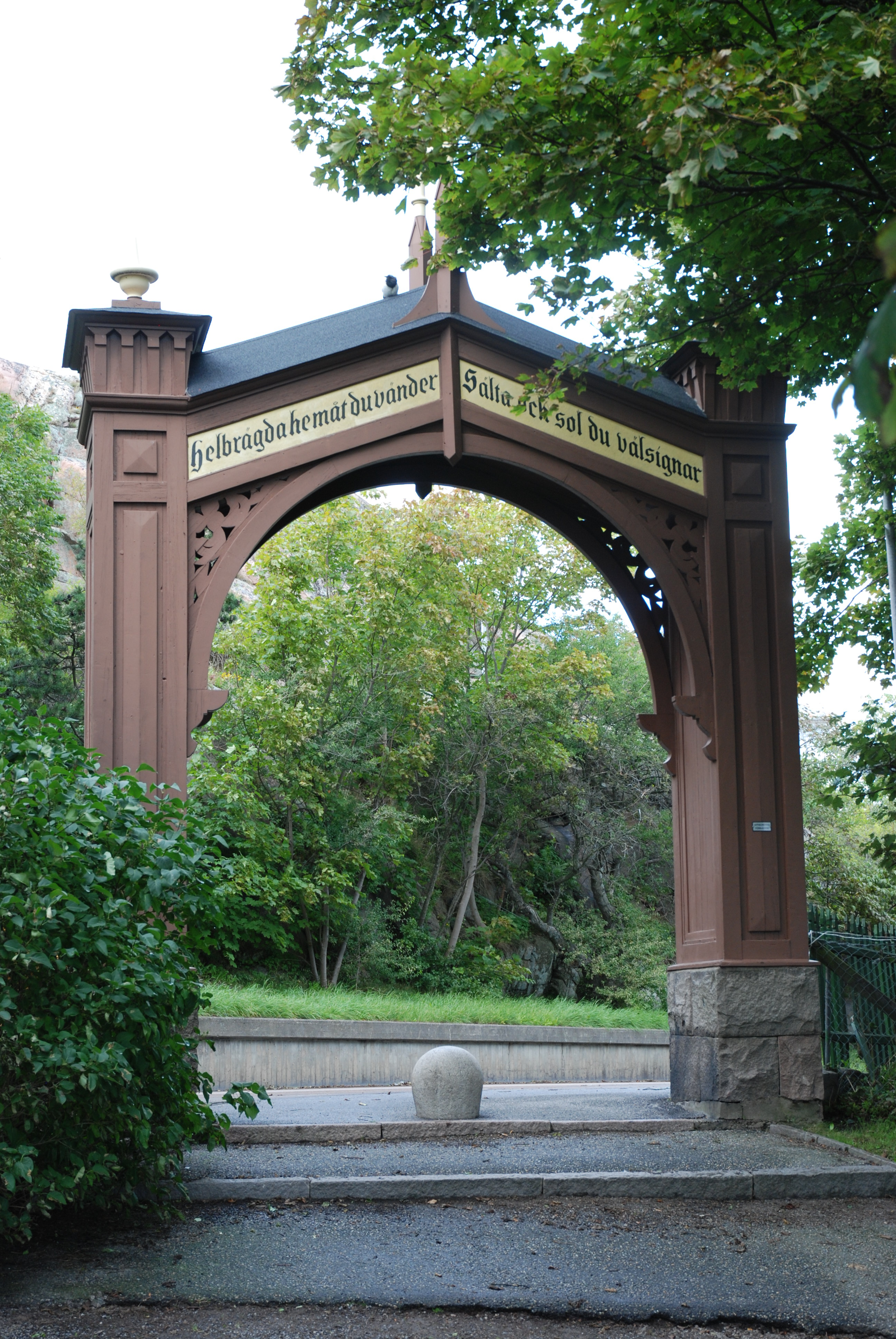
Entré till Lysekils badinrättning
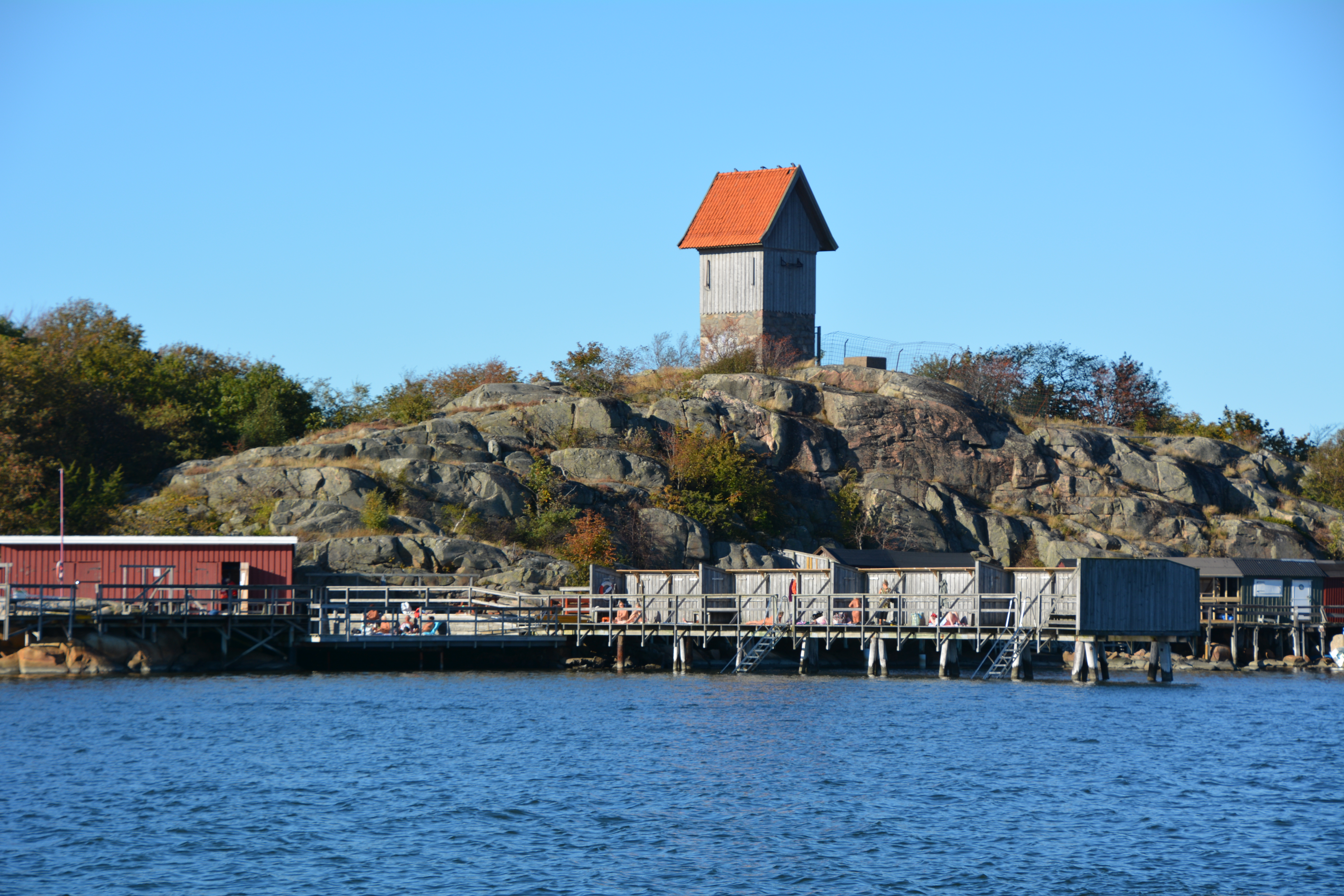
Dambadet på Saltholmen i Göteborg
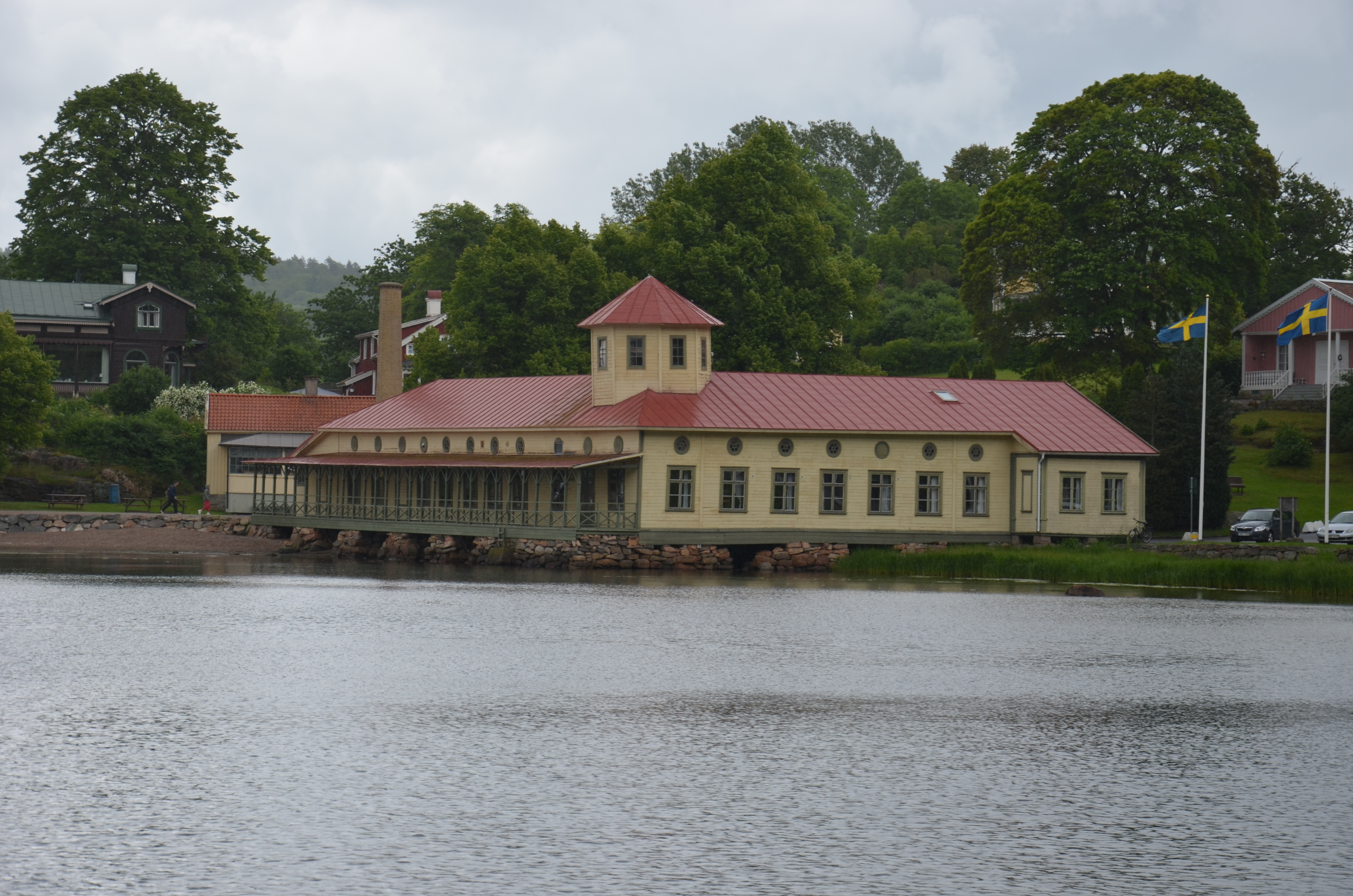
Kallbadhuset i Gustafsberg
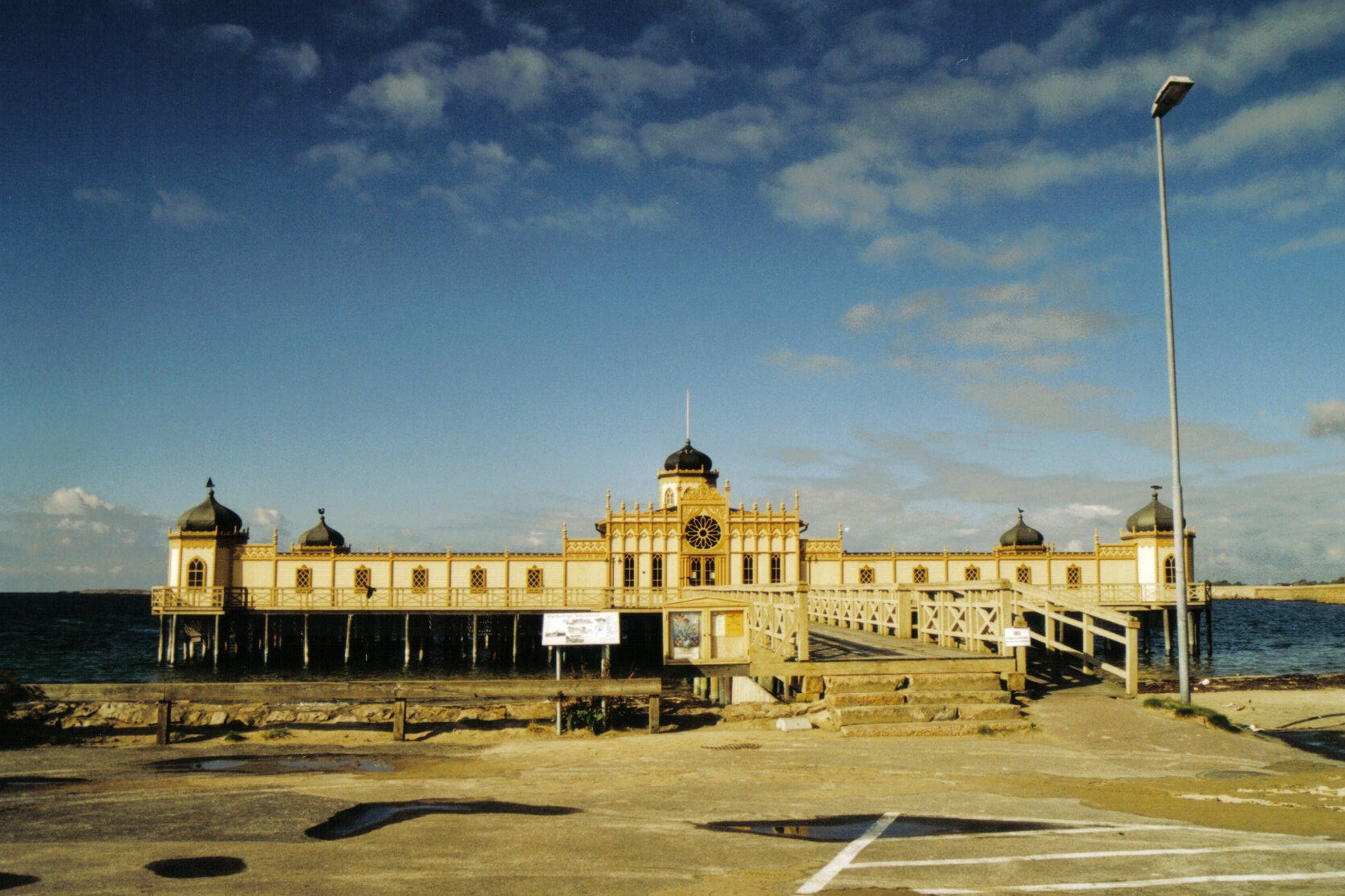
Varbergs kallbadhus
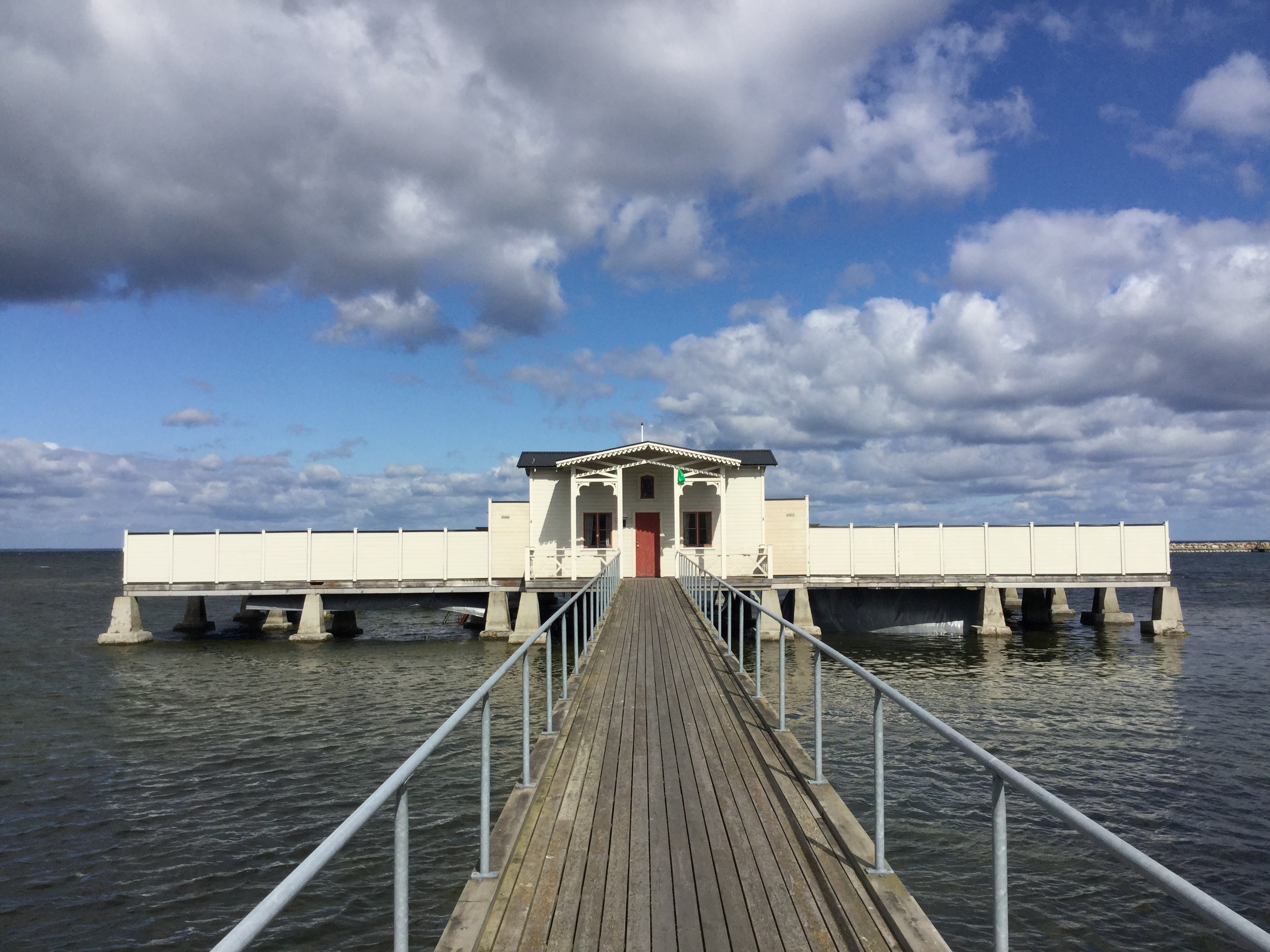
Borgholms kallbadhus
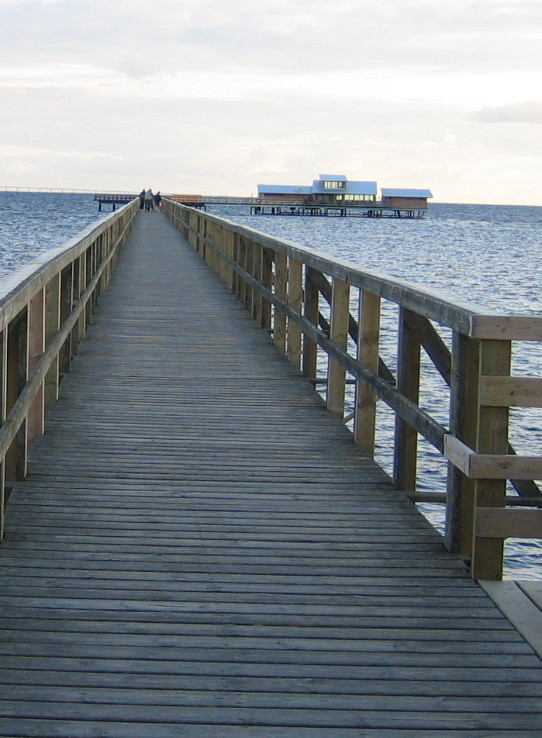
"Långa bryggan" i Bjärreds saltsjöbad